# HŠK Ličanin Zagreb
Hrvatski športski klub Ličanin bilo je hrvatsko sportsko i kulturno društvo Ličana u Zagrebu. Osnovano je 1927. Imalo je glazbenu, kuglačku, nogometnu i šahovsku sekciju.

## Nogometna sekcija
Nogometna sekcija osnovana je tijekom jeseni 1928. U sezoni 1928./29. natjecao se u IV. razredu Zagrebačkoga nogometnog podsaveza. U sezoni Prvenstvo Zagrebačkog nogometnog podsaveza 1930./31. zaigrao je u III. razredu te ostvaruje drugo mjesto i plasman u u II. razred. Godine 1932. zaigrao je u I. b razredu. Klupske boje 1932. bile su plava i bijela. Osvojio je 4. mjesto u prvenstvu NDH 1943. Tijekom veljače 1945. mijenja ime u Velebit. Raspušten je 6. lipnja 1945. odlukom ministra narodnog zdravlja FD Hrvatske.
Klub je obnovljen tijekom kasnih 1940-ih pod imenom Velebit te je postojao do kraja 1951. ili početka 1952.